# Krzyżanowo (Poméranie)
Pour les articles homonymes, voir Krzyżanowo.
Krzyżanowo est une localité polonaise de la gmina rurale de Stare Pole située dans le powiat de Malbork en voïvodie de Poméranie. Elle se trouve à environ 12 km à l'est de Malbork et à 51 km au sud-est de la capitale régionale Gdańsk.

## Géographie

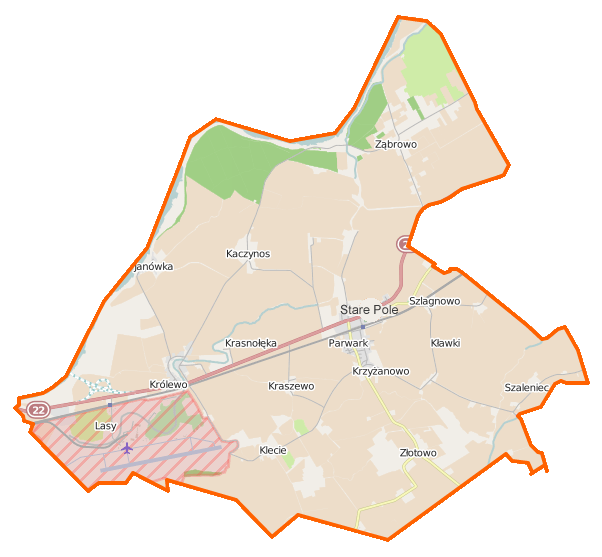
Carte de la gmina de Stare Pole.